# Lac Placid
Pour les articles homonymes, voir Lake Placid.
Le lac Placid (en anglais Lake Placid) est un lac situé dans les Adirondacks, au nord de l'État de New York, à une altitude de 566 m. Sa superficie atteint 8,8 km2 et sa profondeur moyenne est de 15 m.
Localisé aux confins nord de la ville de Lake Placid, le lac s'étend sur le territoire des villes de North Elba et de Saint-Armand, dans le comté d'Essex. Ses eaux, issues de plusieurs ruisseaux et torrents de montagnes, servent à l'approvisionnement en eau potable de Lake Placid. Malgré la présence de 300 résidences secondaires sur les rives du lac, l'eau demeure de bonne qualité.
Le lac Placid comporte deux grandes îles, Buck Island et Moose Island, qui le divisent en deux parties, appelées East Lake et West Lake. Ses rives sont peu accessibles et très largement boisées, à l'exception de la partie la plus au Sud, qui jouxte Lake Placid.

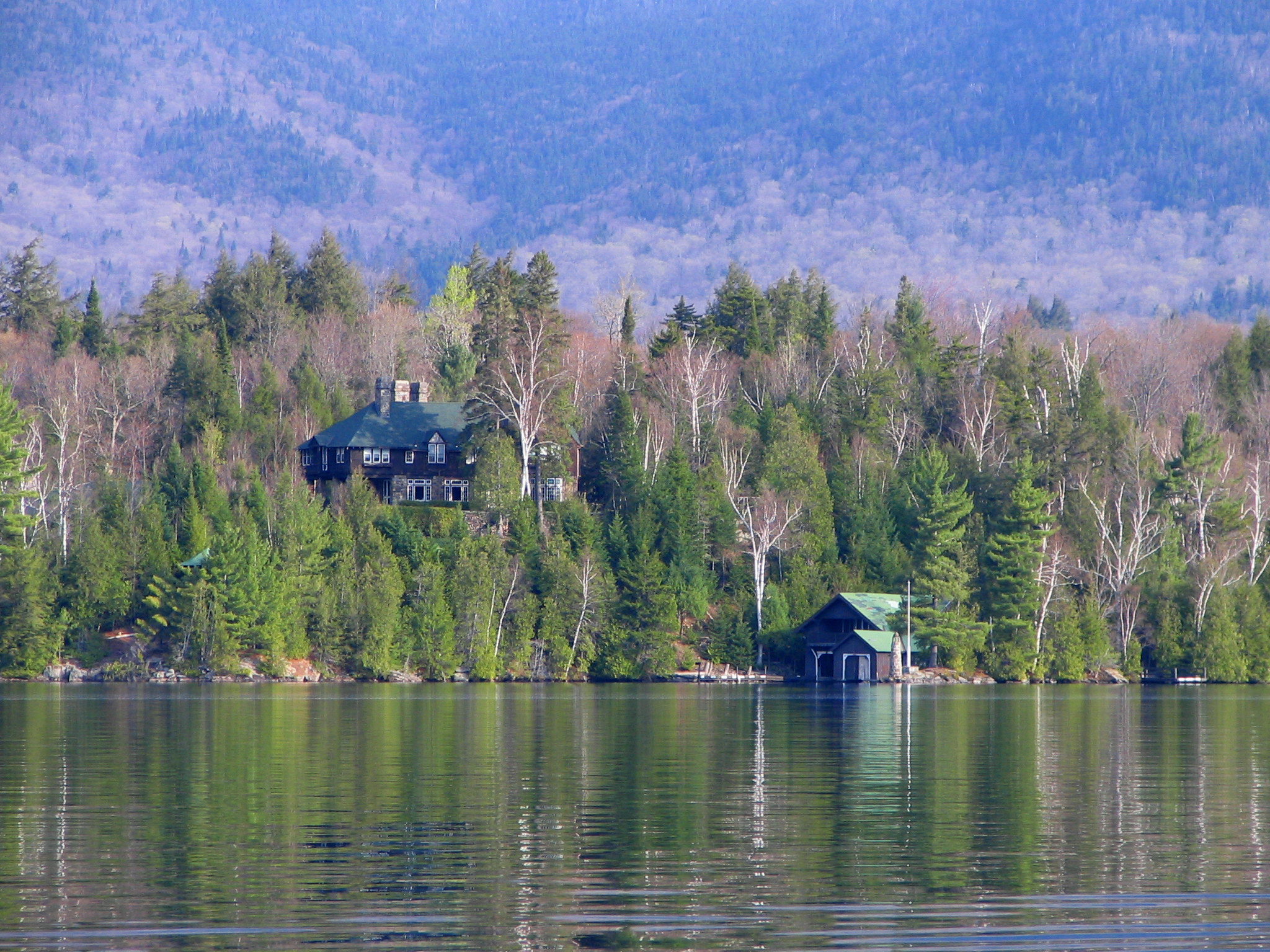
Buck Island.
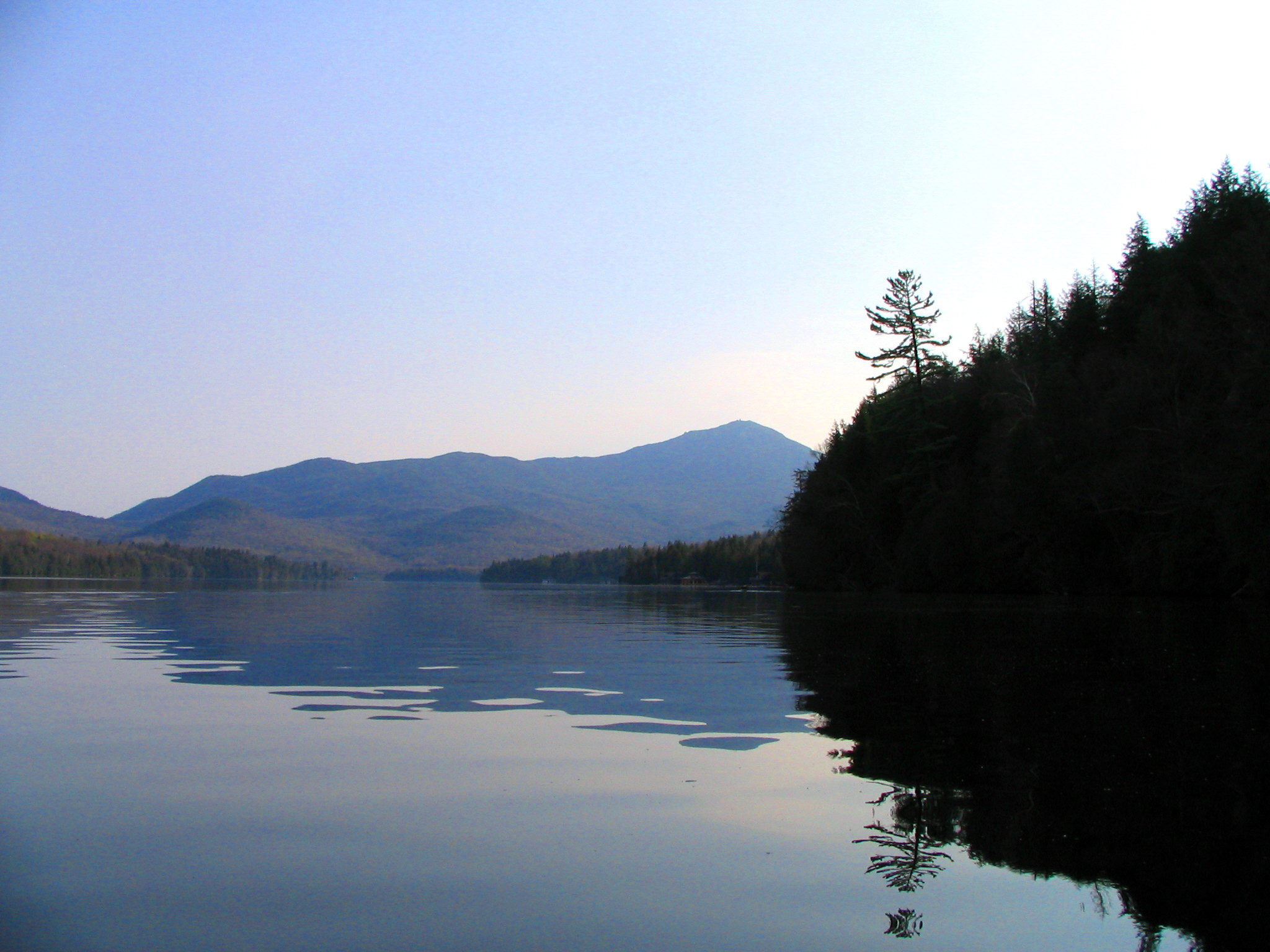
Whiteface Mountain vue de la partie Nord du lac.
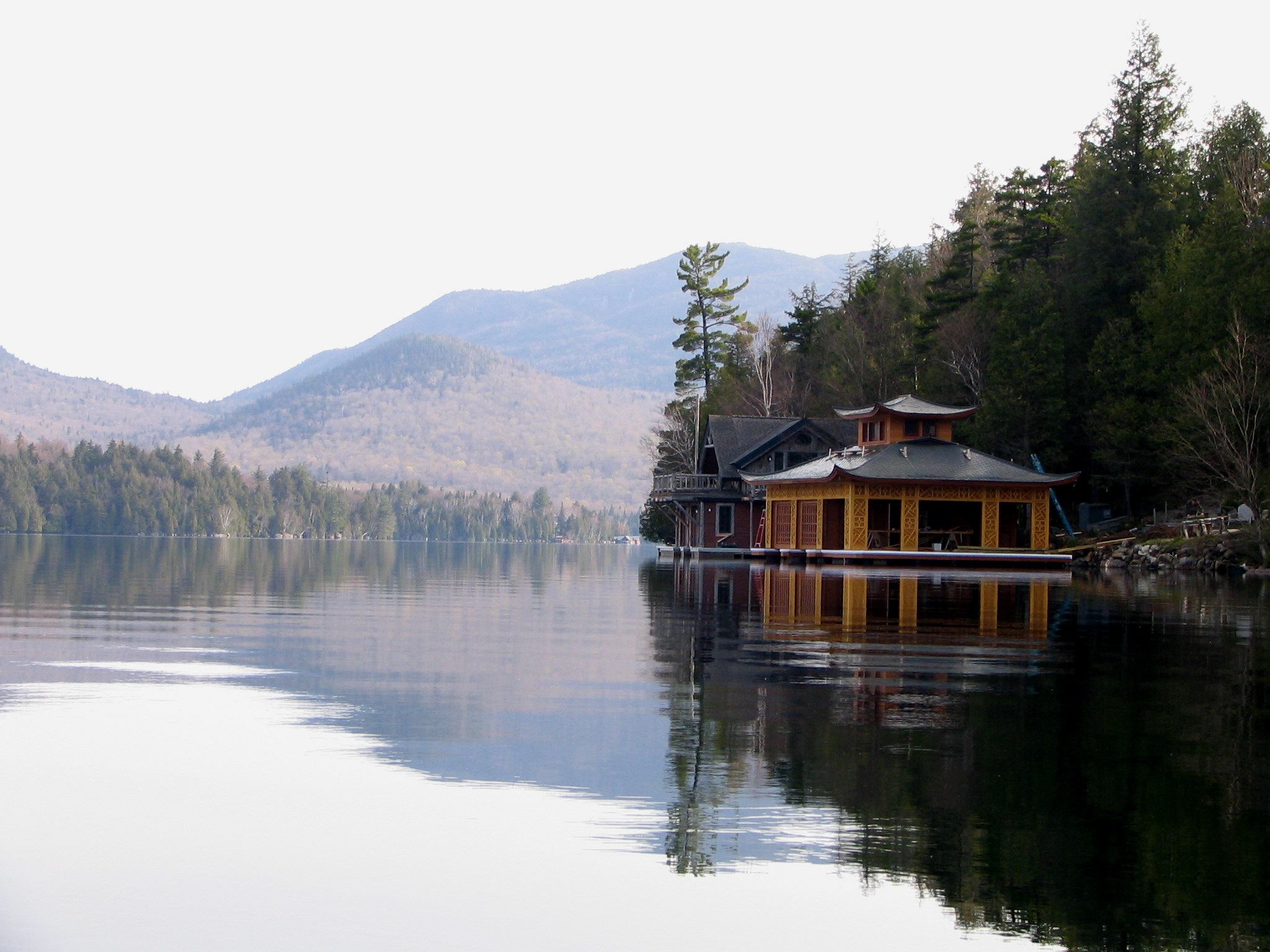
Maisons sur la rive du lac.
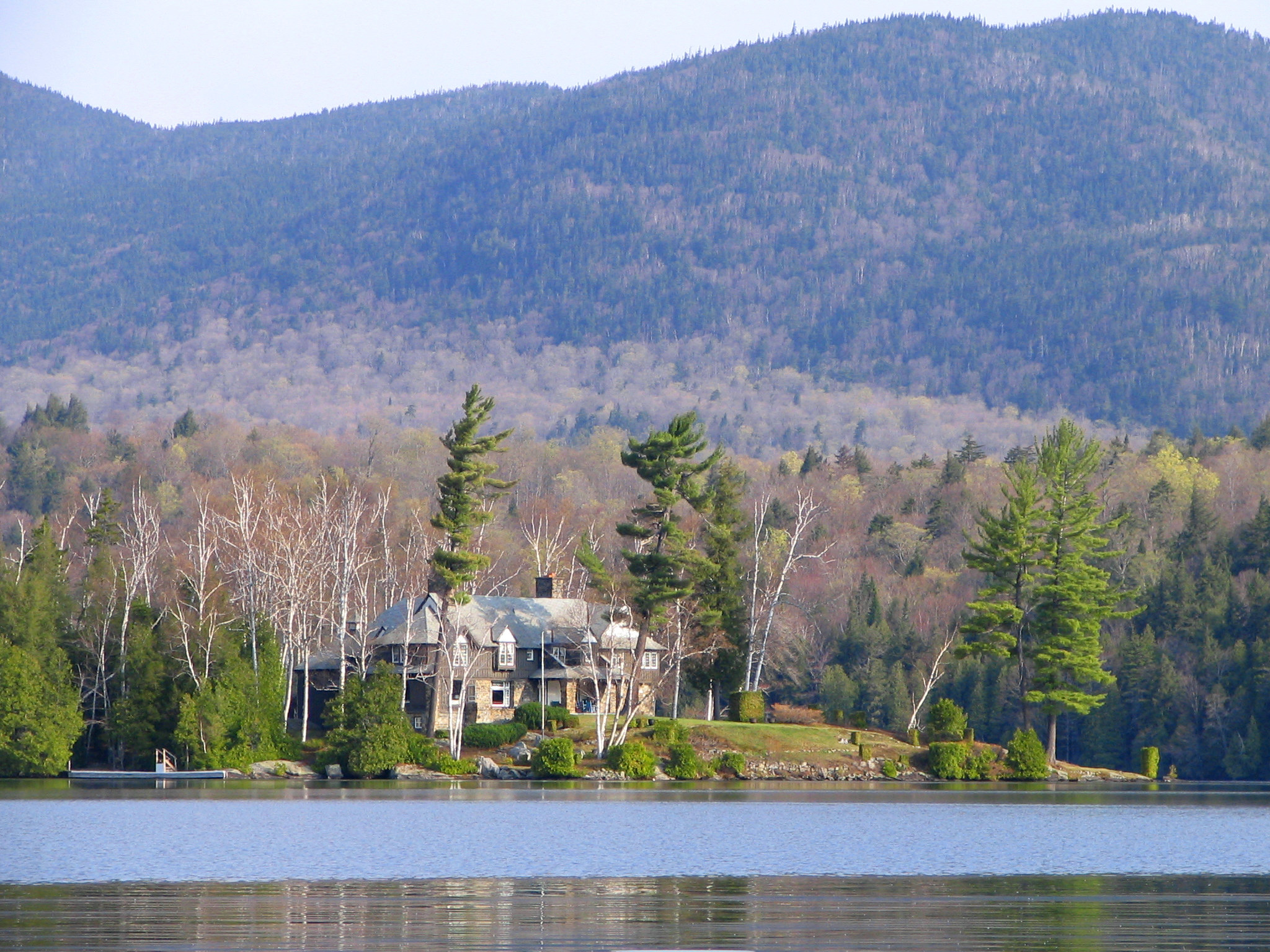
Buck Island.